# Første Enoksbog
Første Enoksbog er et gammeltestamentligt pseudepigrafisk skrift, der dog er inkluderet i
Den etiopisk-ortodokse kirkes Gamle Testamente. Skriftet er en apokalypse, der er tillagt den bibelske Enok, som ifølge Første Mosebog var det syvende slægtled fra Adam, og som vandrede med Gud, hvorefter Gud tog ham bort. Højst sandsynlig tænkes der på en eller anden form for himmelfart. Første Enoksbog regnes som den første videredigtning over synerne i Ezekiels Bog. I kapitel 14 beskrives, hvordan Enok bæres ind i himlen, hvor han ser to huse:
Det første af krystal, med lyn og keruber af ild i loftet, og det brænder omkring vægge og døre. I det hus findes ingen livsglæde.
Det andet hus er langt større, bygget af ildtunger, og gennem dets åbne dør ser Enok Guds trone, som is at se til og med hjul som strålende sole. Gud selv er ikke at se, men Enok hører kerubernes stemmer. I kapitel 71, der regnes som en senere tilføjelse, kommer Enok atter til krystalhuset. Omkring huset ser han "floder fulde af levende ild", serafer, keruber og ofannim (= hjulene).
Det er svært at datere skriftet. Meget taler for det første århundrede f.Kr. kort efter Makkabæeroprøret, som nævnes i kapitel 90, og måske helt frem til kristen tid, der kan have påvirket.
To andre skrifter bærer Enoks navn: "Bogen om Enoks hemmeligheder", også kaldet Anden Enoksbog, og "Den hebraiske Enoksbog", også kaldet Tredje Enoksbog. Ligeledes citeres i Barnabasbrevet 4,3 endnu en bog af Enok, der nu er gået tabt.
I Anden Enoksbog introduceres udtrykket "Guds mangeøjede trone". I Tredje Enoksbog er der fire englegrupper omkring Guds trone: Livsvæsnerne (chajjoth), keruber, serafer og ofannim, anført af hver sin fyrste: Chajjliel, Kerubiel, Serafiel og Ofanniel. Kerubiels vrede får himmel og jord til at ryste. Han er syv himle høj og lige så bred. På sit hoved bærer han en krone med Herrens hemmelige navn indgraveret. Han bærer buen for Shekina (= det guddommelige nærvær). Shekinas glans stråler fra hans ansigt, hans rustning er af ild, og vinger dækker hans krop, der er fuld af øjne. De fire englegruppers fundament er galallim, hjulene. Deres fyrste hedder Rikbiel (af rhekub = vogn). Hjulene danner fodfæste for livsvæsnerne, som der er fire af, ligesom de fire vinde. Hvert livsvæsen, chajja, er så stor som hele verden, med fire ansigter og fire vinger, og hver vinge er som universets tag. På hovedet bærer hver af dem 200 kroner, der lyser som Solen. Deres fyrste, Chajjliel, er stor nok til at sluge verden i en mundfuld. Ofanniel har seksten ansigter, fire på hver side, dertil 200 vinger og 8.466 øjne fordelt over hele kroppen. I ansigtet har han kun to øjne, men deres styrke brænder enhver, der ser ham ind i øjnene, til aske. Fra fod til isse måler han 2.500 års dagsrejser. Han passer dag og nat på sine undersåtter, ofannim, de øjenbesatte hjul, med en fars omhu.

## Indhold
Skriftet indeholder 108 kapitler delt i fem hovedafsnit:
- I første afsnit (kap 1-36) forudsiger Enok den kommende dom, skildrer syndens opståen ved englenes fald og Guds straf ved syndfloden, samt rejser som Enok foretog rundt om på Jorden og i underverdenen.
- Andet afsnit (kap 37-71) udgøres af tre billedtaler om Menneskesønnen og afsluttes med beretningen om Enoks borttagelse af Gud.
- Tredje afsnit (kap 72-82) består af astronomiske syner.
- Fjerde afsnit (kap 83-90) er et historisk drømmesyn om syndfloden og kampen mellem jøder og hedninge.
- Femte afsnit (91-105) er en formaningstale til børn.